# Il veliero
Il veliero è un brano musicale scritto da Lucio Battisti e Mogol, pubblicato nell'album Lucio Battisti, la batteria, il contrabbasso, eccetera nel febbraio 1976.

## Il brano
In questo brano Battisti, influenzato dalla musica ascoltata durante il viaggio negli Stati Uniti intrapreso tra maggio e giugno del 1975, si avvicina molto alla disco music e anticipa, secondo alcuni, quella che sarebbe stata la Musica house. Secondo il critico musicale Gianfranco Salvatore, ci sarebbero delle notevoli somiglianze tra la parte di chitarra elettrica di Il veliero e quella di Soul Makossa di Manu Dibango.
Fu una delle hit più diffuse nelle discoteche del 1976. Lo stesso anno fu tradotto in spagnolo da Mogol e Carlos Ramòn-Amàrt e fu commercializzato con grande successo in Spagna e in America Latina.
È stato utilizzato nella colonna sonora del film L'imperatore di Roma (1987).

## Controversie
Al minuto 4:52 del brano, durante una parte strumentale, Battisti pronuncia a bassa voce una frase su cui è nata una controversia, in quanto è possibile udire in maniera abbastanza chiara la prima parola, ovvero «avvicinatevi», mentre le altre non sono chiaramente comprensibili: in molti sostengono che la frase sia «avvicinatevi alla macchina» o «avvicinatevi alle macchine» (rivolte probabilmente ai musicisti), ma secondo altri sarebbe invece «avvicinatevi alla patria», interpretazione usata a sostegno della teoria secondo la quale Battisti, che si dichiarava sempre non interessato alla politica, era in realtà di simpatie fasciste (tale frase sarebbe un chiaro incitamento al nazionalismo).

## Cover
- Chaplin Band (singolo, 1982)[6][7]
- Lama (con il titolo Love on the rocks; singolo, 1983, produttore Giancarlo Meo)[8]
- Ciao Fellini (album 70 mi dà tanto, 1988)[7]
- Davide Esposito (album Le canzoni con Battisti-4, 1999)[7]